# Varjas János
Varjas János (Acsa, 1721. január 2. – Debrecen, 1786. június 4.) a Debreceni Református Kollégium professzora.

## Származása
A Varjas családnak Csákváron volt az ősi fészke. Nemesi rangot kaptak. A törökök elleni háború alatt menekülni kényszerültek. Előbb Tata, majd Fehérvár, végül Acsa (ma Vértesacsa) volt átmeneti lakhelyük. Acsai tartózkodásuk idején, 1721. január 2-án született a későbbi jeles debreceni professzor, Varjas János, akit Csákvári Varjas János néven is említenek.

## Élete
Varjas Csákváron, majd Kecskeméten tanult. Ezt követően lett a Debreceni Református Kollégium diákja, 1745-től pedig ugyanott a retorika tanára. 2 év jeles külföldi egyetemeken töltött tanulmányok után hazatérve előbb Kecskeméten volt rektor, azt követően 1752-től haláláig a Debreceni Református Kollégium professzora. Professzori tevékenysége során folytatta a Maróthi György által megkezdett munkát. Kétszer kiadta a már említett ARITHMETICA… című remekművet, a kor legjobb magyar nyelvű számtankönyvét. Ugyancsak többször kiadta Maróthi zsoltáros könyvét is. Maróthi hozta létre a kollégiumi énekkart, a Kántust. Varjas ezt is élete végéig vezette.
Önálló munkái közül legismertebb a csupa 'e' és 'é' betűkkel építkező 'Megtért embernek énekje'. Saját vallomása szerint azért is írta, hogy megmutassa a magyar nyelv „kiválóságát és csodálatra méltó voltát”. E művét Kazinczy Ferenc is kiadta 1807-ben. A verselésnek a diákok közt való szorgalmazása nem volt eredmény nélkül: tanítványai közt találjuk sok jeles alkotó mellett Fazekas Mihályt, a Lúdas Matyi szerzőjét is.

## Családja
Varjas János leszármazottai közt is híres debreceni professzorokat találunk. Két leánya közül Klára Ertsey Dániel mezőtúri református lelkész és író felesége, Kata pedig Péczely József komáromi református lelkész felesége. Az Ertsey-Varjas házaspár Dániel nevű fia debreceni professzor, Klára nevű leánya Budai Ézsaiás debreceni professzor felesége. A Péczely-Varjas házaspár József nevű fia szintén debreceni professzor. Vagyis Varjas 3 unokája közül 2 debreceni professzor, 1 pedig debreceni professzor felesége.

## Emlékezete
Magyar Rádió
Kemény Egon - Ignácz Rózsa - Soós László - Ambrózy Ágoston: „Hatvani diákjai” (1955) Rádiódaljáték 2 részben. Szereplők: Hatvani professzor – Bessenyei Ferenc, Kerekes Máté – Simándy József, női főszerepben: Petress Zsuzsa, további szereplők: Mezey Mária, Tompa Sándor, Sinkovits Imre, Zenthe Ferenc, Bende Zsolt, Horváth Tivadar, Kovács Károly, Varjas János rektor, professzor - Kőváry Gyula, Hadics László, Gózon Gyula, Csákányi László, Dénes György és mások. Zenei rendező: Ruitner Sándor. Rendező: Molnár Mihály és Szécsi Ferenc. A Magyar Rádió (64 tagú) Szimfonikus Zenekarát Lehel György vezényelte, közreműködött a Földényi-kórus 40 tagú férfikara. 2019 - Kemény Egon kétszeres Erkel Ferenc-díjas zeneszerző halálának 50. évfordulója esztendejében CD-újdonságként jelentek meg a  "Hatvani diákjai" és a  "Komáromi farsang" című daljátékai eredeti rádió-hangfelvételeinek (1955, 1957) digitalizált (2019) dupla-albumai. kemenyegon.hu

## Külső hivatkozások
- Magyar életrajzi lexikon I–IV. Főszerk. Kenyeres Ágnes. Budapest: Akadémiai.  1967–1994.
- [halott link]